# Gensho
Keizerin Genshō (元正天皇, Genshō-tennō, 680 – 22 mei 748) was de 44e keizer van Japan volgens de traditionele volgorde. Ze was de zesde vrouw die de troon besteeg, en de eerste keizerin wier regeerperiode vooraf werd gegaan door een andere keizerin. Ze regeerde van 715 tot 724.

## Genealogie
Voor haar troonsbestijging was haar persoonlijke naam (haar imina) Hidaka-hime.
Genshō was een oudere zus van keizer Mommu. Ze was de dochter van prins Kusakabe en keizerin Gemmei. Dit maakt haar de kleindochter van keizer Temmu en keizerin Jitō.

## Gebeurtenissen tijdens haar leven
Het feit dat Genshō de troon erfde was vooral bedoeld als middel om de troon bezet te houden tot prins Obito, de zoon van de overleden keizer Mommu, oud genoeg zou zijn om keizer te worden. Obito werd in 714 door keizerin Gemmei tot kroonprins benoemd. Een jaar later trad Gemmei af, maar Obito was toen nog maar 14 jaar oud en dus te jong om keizer te worden. Daarom nam Genshō de troon over.
Tijdens de regeerperiode van Genshō bleef Obito kroonprins.Tevens bleef Fujiwara no Fuhito, de meest invloedrijke raadsheer aan het hof van Gemmei, actief aan het hof van Genshō tot zijn dood in 720. Na zijn dood nam prins Nagaya, een kleinzoon van Temmu, zijn positie over. Dit vormde het begin van een conflict tussen Nagaya en de vier zonen van Fuhito. Dit conflict duurde voort tot na de regeerperiode van keizer Shōmu.
Tijdens de regeerperiode van Genshō werd de eerste editie van Nihonshoki, het eerste Japanse geschiedenisboek, voltooid. Tevens werd een nieuw systeem van wetten (de ritsuryo) verder doorgevoerd door Fujiwara no Nakamaro. Deze regels werden ook gepubliceerd als Yoro ritsuryo. Tevens werd een nieuw belastingstelsel ingevoerd omdat het oude systeem ingevoerd door keizerin Jitō begon te falen.
Genshō regeerde negen jaar. In 724 deed ze troonsafstand ten gunste van keizer Shōmu. Hierna leefde ze nog 25 jaar aan het hof, waarna ze op 65-jarige leeftijd stierf. Ze trouwde niet en kreeg ook geen kinderen. Haar tombe ligt in Narazaka-cho, Nara.
* Regent Jingu staat niet op de traditionele lijst.